# Ctenoplusia agnata
Ctenoplusia agnata là một loài bướm đêm trong họ Noctuidae.